# La coronela
La coronela es una pieza musical de carácter escénico, compuesta por Silvestre Revueltas en 1940. Se trata de una pieza inconclusa, pues murió antes de poder terminarla. La pieza musicalizaría un ballet dedicado a José Guadalupe Posada. El ballet fue estrenado el 23 de noviembre de 1940.

## Historia
El Ballet de Bellas Artes, en 1939, comenzó a planear un ballet usando como tema las imágenes plasmadas por José Guadalupe Posada, quien era considerado el precursor del nacionalismo pictórico. Entre los artistas que participaron en esta encomienda, estuvieron Gabriel Fernández Ledesma, Seki Sano y Waldeen. La propia Waldeen, bailarina estadounidense, invitó a Revueltas al proyecto a través de una carta. El proyecto fue firmado el 7 de junio de 1940, en el que aparecen Waldeen como coreógrafa y maestra, Fernández Ledesma como escenógrafo, Sano como escenificación y dirección dramática, y Revueltas como compositor; las máscaras de la representación fueron realizadas por Germán Cueto.
Este encargo llegó después de que Revueltas finalizara la musicalización de Los de abajo (Chano Urueta, 1940) y ¡Que vienen mi marido! (1940). El proceso fue un poco lento y con problemas, por los cambios que hubo en el montaje. A Revueltas se le pagó $700 pesos por el trabajo, el cual demoró 5 meses. El documental de Josefina Lavalle, La Coronela (1940): Punto de partida da cuenta del trabajo de Revueltas y su proceso. La coreógrafa Waldeen trabajó con Revueltas de manera cercana, pues así como componía un fragmento, era probado en la danza.

Todos los días, éste tocaba en el piano para Waldeen el tema musical que identificaría a tal o cual personaje, o bien los temas que se proponía utilizar para algún pasaje de la obra. De esta manera, parecía que la música construía al personaje de la trama, al desarrollo de la misma, al tiempo que ofrecía elementos para la creación dancística.
Josefina Lavalle

La pieza fue terminada por Blas Galindo y orquestada por Candelario Huízar en 1940, aunque hay una versión de 1962 de José Ives y orquestada por Eduardo Hernández Moncada. Este último también dirigió el estreno del ballet, que ocurrió el 23 de noviembre de 1940 en el Palacio de Bellas Artes, resultando un éxito.

## Análisis
A diferencia de las obras fílmicas que musicalizó en 1940, en La Coronela Revueltas decidió componer material original y no recurrir a la estrategia de reutilizar material existente. Revueltas compuso la pieza para piano, y no llegó a realizar la orquestación, y sólo escribió los tres primeros episodios de la pieza. La estructura de la obra es la siguiente:
1. Damitas de aquellos tiempos
2. Danza de los desheredados
3. Pesadilla de don Ferruccio
4. Juicio final (terminada por Blas Galindo)